# Берч, Курт
Курт Берч (нем. Kurt Bertsch) — швейцарский футболист, игравший на позиции нападающего. Выступал за команды «Санкт-Галлен», «Базель», «Сент-Этьен» и «Грассхоппер».

## Карьера
Курт Берч начинал футбольную карьеру в клубе «Санкт-Галлен». В сезоне 1942/43 он забил 11 голов в чемпионате Швейцарии, став лучшим бомбардиром своей команды. С 1943 года Берч выступал за «Базель», отличившись за три сезона 19 голами в 51 матче чемпионата. В 1944 году он дошёл с командой до финала кубка страны, в котором уступили «Лозанне» со счётом 3:0.
В 1946 году нападающий перешёл во французский клуб «Сент-Этьен». В чемпионата Франции Курт провёл только два матча — против «Гавра» и «Бордо». В 1947 году вернулся в «Санкт-Галлен», а спустя два сезона перешёл в «Грассхоппер». В сезоне 1950/51 Берч забил 12 голов во втором дивизионе Швейцарии и помог команде выйти в первый дивизион.
В октябре 1943 года Берч сыграл за сборную Швейцарии в неофициальном товарищеском матче против сборной Тичино.